# NGC 7413
NGC 7413 је елиптична галаксија у сазвежђу Пегаз која се налази на NGC листи објеката дубоког неба.
Деклинација објекта је + 13° 13' 16" а ректасцензија 22h 55m 3,0s. Привидна величина (магнитуда) објекта NGC 7413 износи 14,1 а фотографска магнитуда 15,1. NGC 7413 је још познат и под ознакама MCG 2-58-35, CGCG 430-29, NPM1G +12.0574, PGC 69997.